# Diya al-Din Ali
Diyà-ad-Din Alí fou un sultà gúrida de la família xansabànida del Ghur. Era fill de Xujà-ad-Din Alí, germà d'Alà-ad-Din Hussayn) i el seu nom abans del 1200 fou Alà-ad-Din Alí ibn Xujà-ad-Din. Mort Tekish de Coràsmia el 1200, el sultà gúrida Ghiyath-ad-Din Muhàmmad va ocupar la part del Gran Khorasan que dominava i va arribar a l'oest fins a Bistam, a la regió de Kumis; Diyà-ad-Din Muhàmmad fou instal·lat com a governador o màlik de Nixapur agafant el làqab de Diyà-ad-Din. Mort Ghiyath-ad-Din el 1203, el seu germà i successor Muïzz-ad-Din Muhàmmad li va cedir el govern de Firuzkuh com a màlik. El 1205 va perdre els seus dominis al Khurasan, que van passar a Coràsmia. A la mort de Muïzz-ad-Din el 1206, la secta local dels karramiyya li va donar suport per aspirar al sultanat però fou derrotat per Ghiyath-ad-Din Mahmud que tenia el suport dels turcs de l'exèrcit i que es va proclamar sultà.